# Argentinas herrlandslag i handboll
Argentinas handbollslandslag representerar Argentina i handboll på herrsidan.
Argentina har deltagit i samtliga VM-slutspel från 1997 och framåt. Landslagets största framgång på länge kom under VM 2011 i Sverige där laget nådde en tolfte plats. En sensationell seger över Sverige bidrog till att Argentina som enda icke-europeiska lag kvalificerade sig för mellanrundan, där det dock blev tre raka förluster.

## Meriter
- VM i handboll: 1997, 1999, 2001, 2003, 2007, 2009, 2011, 2013, 2015, 2017, 2019, 2021, 2023
  - Bästa placering: Elfte plats i VM 2021